# A Day at the Races Tour
Tournées par Queen
A Night at the Opera Tour 
 (1975-76) News of the World Tour 
 (1977-78)
A Day at the Races Tour est une tournée du groupe britannique Queen organisée en 1977 en promotion de l'album A Day at the Races. Elle compte 59 concerts donnés au total,.

## Dates de la tournée
| Date             | Ville         | Pays                 | Lieu                                    |
| ---------------- | ------------- | -------------------- | --------------------------------------- |
| Amérique du Nord |               |                      |                                         |
| 13 janvier 1977  | Milwaukee     | États-Unis           | Milwaukee Auditorium                    |
| 14 janvier 1977  | Madison       | États-Unis           | Dane County Memorial Coliseum           |
| 15 janvier 1977  | Columbus      | États-Unis           | St. John Arena                          |
| 16 janvier 1977  | Indianapolis  | États-Unis           | Indiana Convention Center               |
| 18 janvier 1977  | Détroit       | États-Unis           | Cobo Arena                              |
| 20 janvier 1977  | Saginaw       | États-Unis           | Saginaw Civic Center                    |
| 21 janvier 1977  | Louisville    | États-Unis           | Louisville Gardens                      |
| 22 janvier 1977  | Kalamazoo     | États-Unis           | Wings Stadium                           |
| 23 janvier 1977  | Cleveland     | États-Unis           | Coliseum                                |
| 25 janvier 1977  | Ottawa        | Canada               | Ottawa Civic Centre                     |
| 26 janvier 1977  | Montréal      | Canada               | Forum                                   |
| 28 janvier 1977  | Chicago       | États-Unis           | Chicago Stadium                         |
| 30 janvier 1977  | Toledo        | États-Unis           | Toledo Sports Arena                     |
| 1er février 1977 | Toronto       | Canada               | Maple Leaf Gardens                      |
| 3 février 1977   | Springfield   | États-Unis           | Springfield Civic Center                |
| 4 février 1977   | College Park  | États-Unis           | Cole Field House                        |
| 5 février 1977   | New York      | États-Unis           | Madison Square Garden                   |
| 6 février 1977   | Uniondale     | États-Unis           | Nassau Veterans Memorial Coliseum       |
| 8 février 1977   | Syracuse      | États-Unis           | Onondaga County War Memorial Auditorium |
| 9 février 1977   | Boston        | États-Unis           | Boston Garden                           |
| 10 février 1977  | Providence    | États-Unis           | Providence Civic Center                 |
| 11 février 1977  | Philadelphie  | États-Unis           | Philadelphia Civic Center               |
| 19 février 1977  | Miami         | États-Unis           | Hollywood Sportatorium                  |
| 20 février 1977  | Lakeland      | États-Unis           | Lakeland Civic Center                   |
| 21 février 1977  | Atlanta       | États-Unis           | Omni Coliseum                           |
| 22 février 1977  | Birmingham    | États-Unis           | Boutwell Memorial Auditorium            |
| 23 février 1977  | Saint-Louis   | États-Unis           | Kiel Auditorium                         |
| 25 février 1977  | Dallas        | États-Unis           | Moody Coliseum                          |
| 26 février 1977  | Houston       | États-Unis           | Sam Houston Coliseum                    |
| 1er mars 1977    | Phoenix       | États-Unis           | Arizona Veterans Memorial Coliseum      |
| 2 mars 1977      | Los Angeles   | États-Unis           | The Forum                               |
| 3 mars 1977      | Los Angeles   | États-Unis           | The Forum                               |
| 5 mars 1977      | San Diego     | États-Unis           | San Diego Sports Arena                  |
| 6 mars 1977      | San Francisco | États-Unis           | Winterland Ballroom                     |
| 11 mars 1977     | Vancouver     | Canada               | Pacific Coliseum                        |
| 12 mars 1977     | Portland      | États-Unis           | Paramount Theatre                       |
| 13 mars 1977     | Seattle       | États-Unis           | Seattle Center Arena                    |
| 16 mars 1977     | Calgary       | Canada               | Southern Alberta Jubilee Auditorium     |
| 17 mars 1977     | Calgary       | Canada               | Southern Alberta Jubilee Auditorium     |
| 18 mars 1977     | Edmonton      | Canada               | Northlands Coliseum                     |
| Europe           |               |                      |                                         |
| 8 mai 1977       | Stockholm     | Suède                | Johanneshovs Isstadion                  |
| 10 mai 1977      | Göteborg      | Suède                | Scandinavium                            |
| 12 mai 1977      | Brøndby       | Danemark             | Brøndby Hall                            |
| 13 mai 1977      | Hambourg      | Allemagne de l'Ouest | CCH Saal 1                              |
| 14 mai 1977      | Francfort     | Allemagne de l'Ouest | Festhalle                               |
| 16 mai 1977      | Düsseldorf    | Allemagne de l'Ouest | Philipshalle                            |
| 17 mai 1977      | Rotterdam     | Pays-Bas             | Sportpaleis van Ahoy                    |
| 19 mai 1977      | Bâle          | Suisse               | Halle Saint-Jacques                     |
| 23 mai 1977      | Bristol       | Angleterre           | Bristol Hippodrome                      |
| 24 mai 1977      | Bristol       | Angleterre           | Bristol Hippodrome                      |
| 26 mai 1977      | Southampton   | Angleterre           | Gaumont Theatre                         |
| 27 mai 1977      | Southampton   | Angleterre           | Gaumont Theatre                         |
| 29 mai 1977      | Stafford      | Angleterre           | Bingley Hall                            |
| 30 mai 1977      | Glasgow       | Écosse               | The Apollo                              |
| 31 mai 1977      | Glasgow       | Écosse               | The Apollo                              |
| 2 juin 1977      | Liverpool     | Angleterre           | Liverpool Empire Theatre                |
| 3 juin 1977      | Liverpool     | Angleterre           | Liverpool Empire Theatre                |
| 6 juin 1977      | Londres       | Angleterre           | Earls Court Exhibition Centre           |
| 7 juin 1977      | Londres       | Angleterre           | Earls Court Exhibition Centre           |